# Leptomantella ceylonica
Leptomantella ceylonica är en bönsyrseart som beskrevs av Max Beier 1956. Leptomantella ceylonica ingår i släktet Leptomantella och familjen Tarachodidae. Inga underarter finns listade i Catalogue of Life.